# Synactia carbonata
Synactia carbonata är en tvåvingeart som beskrevs av Louis-Paul Mesnil 1963. Synactia carbonata ingår i släktet Synactia och familjen parasitflugor. Inga underarter finns listade i Catalogue of Life.